# Zeist
Zeist (uitspraakⓘ) is een dorp en gemeente in het midden van de Nederlandse provincie Utrecht. De gemeente telt 66.641 inwoners (22 november 2024, bron: CBS) en heeft een oppervlakte van bijna 50 km² (waarvan slechts een minieme hoeveelheid water). De gemeente Zeist ligt in het bosrijke gebied van de Utrechtse Heuvelrug en heeft daardoor buiten de woonkernen een overwegend 'groen' karakter.
Naast de hoofdplaats Zeist telt de gemeente vier dorpen: Austerlitz, Bosch en Duin, Den Dolder en Huis ter Heide. Vanwege het kasteel Slot Zeist wordt Zeist wel Slotstad genoemd.

## Geschiedenis en architectuur
In een oorkonde uit het jaar 838 werd voor het eerst melding gemaakt van 'Seist' (Kolman, 1996; Groenedijk, 2000). De naam heeft mogelijk te maken met de plaatselijke bodemgesteldheid of vegetatie. Het jaar van stichting zou te maken hebben met de Stormvloed van 838.
Op 23 maart 838 schonk graaf Rodgar aan de St. Maartenskerk te Utrecht verschillende goederen gelegen in de gouw Leomeriche en elders, en ontving daarvoor andere goederen van deze kerk, gelegen te Groessen, Zeist, Leusden, Hees en Doorn, levenslang in gebruik tegen betaling van cijns. '...villa Seist familias VI cum terris et edificiis earum,...'
Op 28 mei 1279 schonken Godfried van Zeyst, ridder, en zijn zoon Johannes, aan de priorin en het convent van het Vrouwenklooster bij Oostbroek, waarin zijn dochter Petronella opgenomen is, de wetering waarop de hof Stoetweghe afwaterde, alsmede de grove en smalle tienden van 9 hoeven gelegen in Dincslo, die zij van de elect van Utrecht in leen hielden. Aan het geslacht van Zeist kwam niet veel later min of meer een einde. Min of meer, want in het jaar 1360 trouwde de laatste (vrouwelijke) telg uit de familie van Zeist met een lid van de familie Borre van Amerongen. Zij kregen een zoon die, om de familienaam van de moeder te behouden, haar achternaam koos, en tegelijkertijd het familiewapen van de Borre van Amerongens ging dragen. Juist deze tak, met als mannelijke bloedlijn Borre van Amerongen, de naam Van Zeist en het familiewapen van Borre van Amerongen (in gewijzigde kleuren) was als enige nog in leven.
Met name afschriften uit de rechterlijke archieven gaven al vroeg verwijzingen naar de nederzetting Zeist. (Op een kaart uit 1541 staat het voormalige kasteel, dat destijds nog slechts een donjon was.) Op 27 oktober 1536 lieten de Staten van Utrecht een lijst opstellen van huizen, die als ridderhofsteden werden erkend. Op die lijst kwam ook "Dat huys te Zeyst" voor.
De kern van de nederzetting bevond zich bij de huidige (1e en 2e) Dorpsstraat. Hier verrees aan het eind van de 12e eeuw een kerk, waarvan de toren nu deel uitmaakt van de verder uit de 19e eeuw daterende Hervormde Kerk. Vlak langs de Dorpsstraat zou tot in de middeleeuwen een zijarm van wat nu de Kromme Rijn heet gestroomd hebben, die uiteindelijk dichtslibde. Bij het dorp werden drie ridderhofsteden gebouwd: het genoemde Huis te Zeist, Kersbergen en Blikkenburg.
De ontwikkeling van Zeist werd ingrijpend beïnvloed door de bouw van Slot Zeist (1677-1686). In 1746 werd Slot Zeist aangekocht door de hernhutters om vanaf dan te dienen als hun hoofdkwartier. De hernhutters lieten voor het slot, aan de zijkanten van de oprijlaan een Broeder- en Zusterplein aanleggen, met daaraan gelegen een kerkgebouw en woningen.
In de 19e eeuw werd Zeist een geliefde woonplaats voor de rijken en werden er talloze buitenplaatsen aangelegd, zoals Sparrenheuvel, Lenteleven, Ma Retraite en Molenbosch. Vooral in de 20e eeuw werden sommige hiervan ten behoeve van woningbouw gesloopt of verkaveld. Tegelijk kwamen er nieuwe "moderne" gebouwen bij. Getuige bijvoorbeeld het gebouw van de PUEM, gebouwd in 1931 in de stijl van de Amsterdamse School, alsook De Nieuwe Muziekschool van de hand van Gerrit Rietveld gebouwd in 1932; beide gelegen aan de Utrechtseweg.

## Wijken en buurten

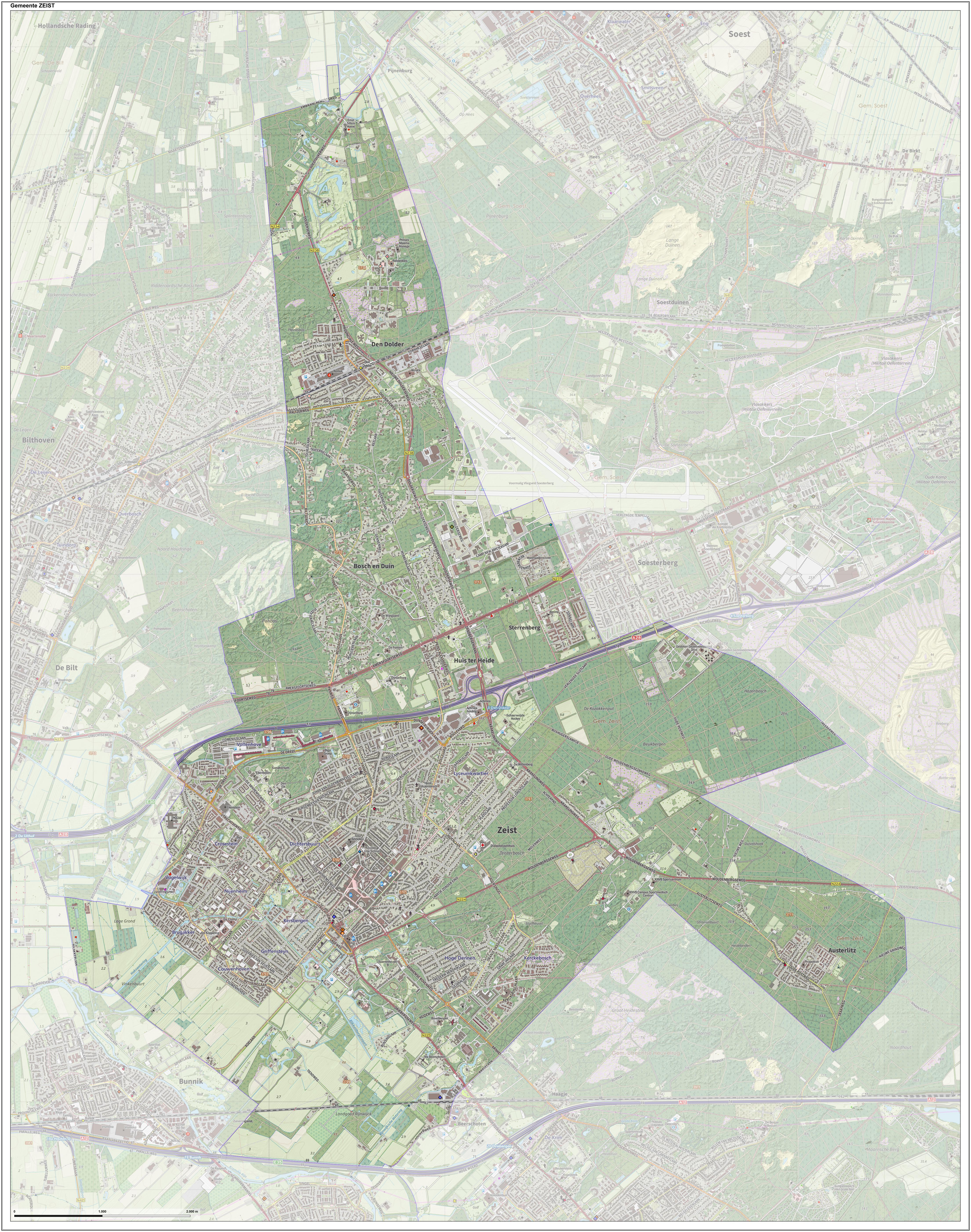
Topografische gemeentekaart van Zeist, september 2022

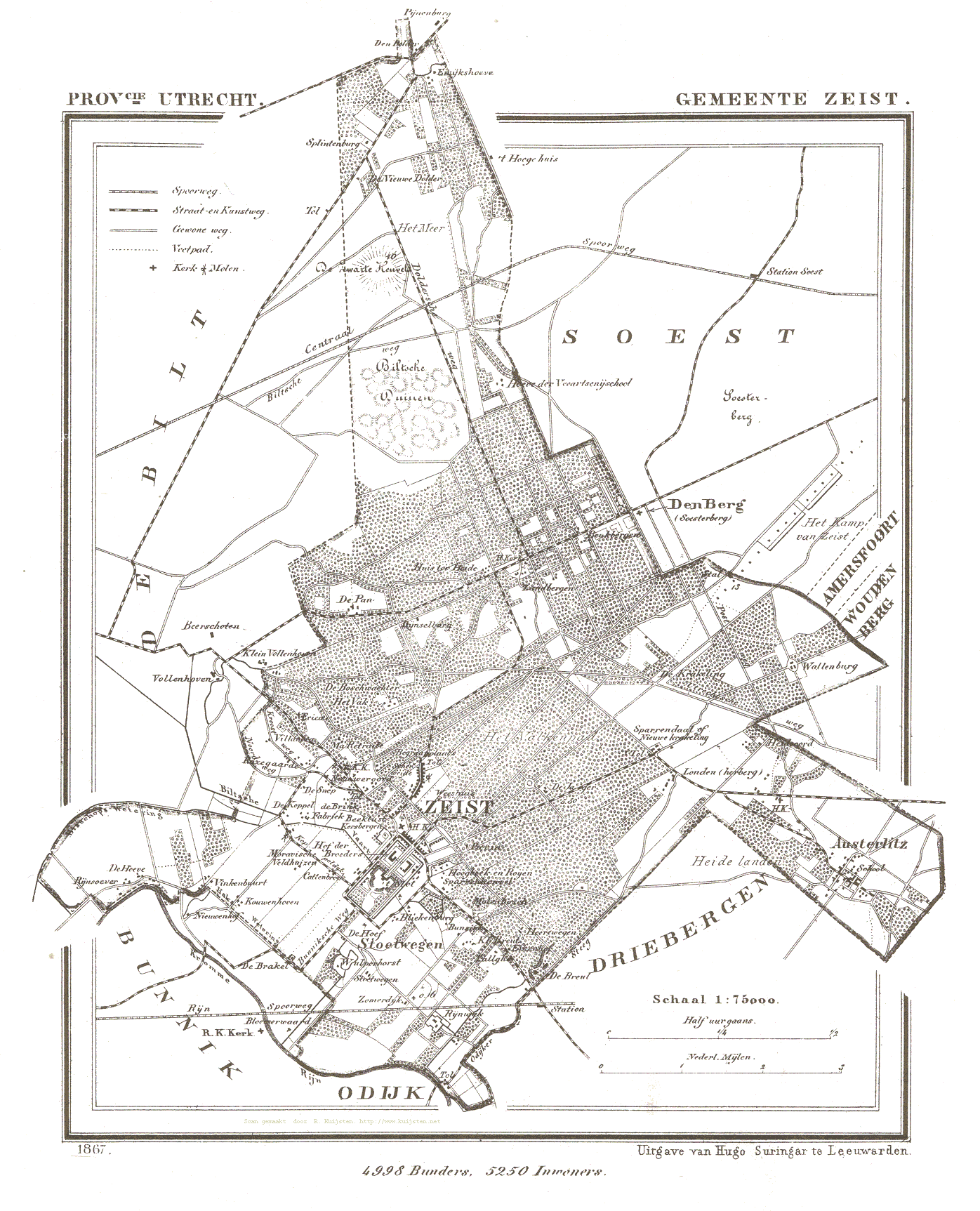
Kaart van de gemeente Zeist in 1867

De gemeente Zeist bestaat uit vijf wijken, te weten: Zeist-Noord, Zeist-Oost, Zeist-West, Zeist-Centrum en Den Dolder. De naam Zeist-Zuid bestaat niet.
De wijk Zeist-Noord bestaat uit de volgende buurten:
- Dijnselburg (Verzetswijk, Indische Buurt)
- Staatsliedenkwartier
- Vollenhove
- Pedagogenbuurt
- Patijnpark (Dichterswijck)
- Mooi Zeist (Componistenbuurt, De Warande)
- Utrechtseweg

De wijk Zeist-Oost bestaat uit de volgende buurten:
- Driebergseweg
- Station Driebergen-Zeist
- Zeisterbos
- Austerlitz (dorp)
- Kerckebosch
- Hoge Dennen

De wijk Zeist-West bestaat uit de volgende buurten:
- Griffensteijn/Kersbergen
- Nijenheim
- Crosestein
- Brugakker
- Couwenhoven
- Vogelwijk
- De Brink
- De Clomp
- Blikkenburg
- Weidegebied

De wijk Zeist-Centrum bestaat uit de volgende buurten:
- Carré
- Centrumschil Noord
- Centrumschil Zuid
- Lyceumkwartier
- Het Slot
- Wilhelminapark

De wijk Den Dolder bestaat uit de volgende buurten:
- Huis ter Heide Noord
- Huis ter Heide Zuid
- Bosch en Duin
- Beukbergen
- Den Dolder Noord
- Den Dolder Zuid
- Soesterdijk

## Kernen
Aantal inwoners per woonkern of kerngebied op 1 januari 2023:
| Woonplaats (BAG) | Inwoners 2023 |
| ---------------- | ------------- |
| Austerlitz       | 1.860         |
| Bosch en Duin    | 1.735         |
| Den Dolder       | 4.535         |
| Huis ter Heide   | 3.455         |
| Zeist            | 55.040        |

## Monumenten
Een deel van Zeist is een beschermd dorpsgezicht, samen met het Wilhelminapark. Verder zijn er in de gemeente en plaats tientallen rijksmonumenten en oorlogsmonumenten en meer dan duizend gemeentelijke monumenten, zie:
- Lijst van rijksmonumenten in Zeist (gemeente)
- Lijst van oorlogsmonumenten in Zeist
- Lijst van gemeentelijke monumenten in Zeist

## Kunst in de openbare ruimte
In de gemeente zijn diverse beelden, sculpturen en objecten geplaatst in de openbare ruimte. 
- Lijst van beelden in Zeist

## Kerken
- De Protestants christelijke kerk van de Evangelische Broedergemeente uit 1768.
- De Hervormde Grote Kerk (Pniël) uit 1843 is ontworpen door architect Nicolaas Kamperdijk
- De Rooms-Katholieke Josephkerk uit 1922 is ontworpen door Wolter te Riele
- De Hervormde Nieuwe Kerk uit 1925 is van de architecten J.M. Paap en J.J. van Straalen (Bethel)
- De Gereformeerde kerken, Oosterkerk (1931) en Noorderkerk (1935) (NoorderLicht gemeente) zijn allebei van architect B.W. Plooij
- De Nieuw-apostolische kerk uit 1939 is van architect C.M. Bakker
- De Hervormde Sionskerk uit 1951 is van de architecten G. en H. van Pothoven. (De Bron)
- Hervormde Kerk Zeist-West uit 1975 is van de architecten Van Wijk en Gelderblom

## Voortgezet onderwijs
- Christelijk Lyceum Zeist
- Katholieke Scholengemeenschap De Breul
- Montessori Lyceum Herman Jordan
- Openbaar Lyceum Zeist
- Stichtse Vrije School
- Openbaar VMBO en MAVO Zeist
- Christelijk College Zeist
- Seyster college (praktijkonderwijs)
- Meerklank (VSO)

## Openbaar vervoer
De gemeente Zeist heeft twee treinstations: station Den Dolder en station Driebergen-Zeist. Dit laatste ligt grotendeels in het dorp Driebergen-Rijsenburg en voor een deel in de gemeente Zeist (Odijkerweg). Voor de opening van het voormalig station in het centrum van Zeist heette dit station Zeist-Driebergen, na de sluiting van station Zeist (1942) is dit weer Driebergen-Zeist geworden.
Station Driebergen-Zeist is deels een intercitystation en vanaf Driebergen-Zeist zijn Arnhem, Nijmegen, Schiphol, Utrecht en Amsterdam direct bereikbaar. Station Den Dolder daarentegen is een sprinterstation.
Omdat er in het centrum geen treinstation ligt, is er een aantal busverbindingen met onder andere Utrecht. Het vervoer wordt verzorgd door busmaatschappijen Qbuzz (onder de merknaam U-OV) en Syntus Utrecht. Ook zijn er door Qbuzz en Syntus Utrecht gezamenlijk onder de naam U-link enkele buslijnen opgezet in de regio Utrecht die extra vaak rijden.
Een overzicht van alle buslijnen in Zeist:
| Lijn | Maatschappij                   | Route |
| ---- | ------------------------------ | --- |
| 34   | U-OV (Qbuzz)                   | Utrecht Kanaleneiland - Rijnsweerd - Science Park - Zeist - Soesterberg - Amersfoort (U-link)                                            |
| 43   | U-OV (Qbuzz)                   | Houten - Odijk - Station Driebergen-Zeist                                                                                                |
| 50   | Syntus Utrecht en U-OV (Qbuzz) | Utrecht Centraal - De Bilt - Zeist - Driebergen - Doorn - Leersum - Amerongen - Elst (- Rhenen - Wageningen) / (- Veenendaal) (U-link)   |
| 56   | U-OV (Qbuzz)                   | Amersfoort - Soesterberg - Huis ter Heide - Zeist (Centrum - Kerckebosch) - Driebergen - Doorn - Langbroek - Cothen - Wijk bij Duurstede |
| 58   | Syntus Utrecht                 | Hilversum - Hollandsche Rading - Maartensdijk - Bilthoven - De Bilt - Zeist (Utrechtseweg - Centrum) - Station Driebergen-Zeist          |
| 59   | Syntus Utrecht                 | Hilversum - Lage Vuursche - Den Dolder - Huis ter Heide - Zeist (Verzetswijk - Busstation)                                               |
| 73   | U-OV (Qbuzz)                   | Maarssen - Lage Weide - Utrecht Centraal - De Bilt - Zeist (Vollenhove - Busstation) (U-link)                                            |
| 74   | U-OV (Qbuzz)                   | Hoef en Haag - Vianen - Nieuwegein - Utrecht - De Bilt - Zeist (West - Centrum - Busstation) - Station Driebergen-Zeist                  |
| 381  | Syntus Utrecht                 | Zeist (Busstation) - Austerlitz - Driebergen - Station Driebergen-Zeist                                                                  |
| 412  | U-OV (Qbuzz)                   | Utrecht Centraal → Utrecht Science Park → Zeist → Station Driebergen-Zeist → Zeist → De Bilt → Utrecht Centraal (nachtbus)               |
| 452  | U-OV (Qbuzz)                   | Utrecht Centraal → Utrecht Science Park → Zeist → Huis ter Heide → Soesterberg → Soest (nachtbus)                                        |
| 575  | Syntus Utrecht                 | Driebergen - Zeist - Soesterberg - Soest (buurtbus)                                                                                      |
| N8   | Syntus Utrecht                 | Utrecht Centraal - Station Driebergen-Zeist - Veenendaal - Rhenen - Wageningen (nachtbus)                                                |
| N50  | Syntus Utrecht                 | Utrecht Centraal - Zeist - Amerongen (nachtbus)                                                                                          |

## Sport
Zeist kent een aantal sportverenigingen waaronder vijf voetbalverenigingen; VV FZO, VV Jonathan, ZSC Patria, SV Saestum en SV Zeist; twee hockeyverenigingen SV Phoenix en Schaerweijde, een volleybalvereniging Cito, een atletiekvereniging AV Fit en een honkbal- en softbalvereniging HSV Phoenix. Daarnaast zijn er nog verenigingen voor korfbal, basketbal, petanque (C.d.P. Les Cailloux) en vechtsport zoals: judoclub sport dojo otoshi (SDO). Tevens is het KNVB Sportcentrum met het bondsbureau van de KNVB hier gevestigd.

## Overige informatie
- Belangrijke organisaties die in Zeist zijn gevestigd zijn de Nederlandse afdeling van het Wereld Natuur Fonds, de Vogelbescherming, de Koninklijke Nederlandse Voetbalbond (KNVB), Pensioenfonds Zorg en Welzijn en de Evangelische Broedergemeente.
- Dankzij de vroegere militaire basis Kamp van Zeist was Zeist tussen 1999 en 2002 regelmatig in het wereldnieuws, omdat hier om politieke redenen op neutraal terrein het proces tegen de Libische verdachten van de Lockerbie-aanslag werd gehouden. Tegenwoordig is het kamp een detentiecentrum voor uitgeprocedeerde asielzoekers.
- Zeist heeft een stedenband met de Japanse gemeente Yamada. Tevens bestaat er sinds 1996 een jaarlijkse uitwisseling van scholieren van de junior highschool met Zeist.

## Politiek en bestuur

### Gemeenteraad
De gemeenteraad van Zeist bestaat uit 33 zetels. Hieronder de behaalde zetels per partij bij de gemeenteraadsverkiezingen sinds 1994:
| Partij                 | 1994 | 1998 | 2002 | 2006 | 2010 | 2014 | 2018 | 2022 |
| ---------------------- | ---- | ---- | ---- | ---- | ---- | ---- | ---- | ---- |
| GroenLinks             | 3    | 3    | 3    | 3    | 4    | 3    | 7    | 7    |
| VVD                    | 7    | 8    | 7    | 6    | 6    | 7    | 8    | 6    |
| D66                    | 5    | 2    | 2    | 3    | 7    | 6    | 4    | 6    |
| CDA                    | 5    | 5    | 5    | 5    | 4    | 4    | 3    | 3    |
| NieuwDemocratischZeist | -    | -    | -    | -    | -    | 2    | 3    | 3    |
| Seyst.nu               | -    | -    | -    | 3    | 3    | 4    | 3    | 3    |
| ChristenUnie-SGP       | 2    | 3    | 2    | 2    | 2    | 2    | 2    | 2    |
| PvdA                   | 5    | 6    | 4    | 8    | 5    | 3    | 1    | 1    |
| SP                     | -    | 1    | 2    | 2    | 1    | 2    | 1    | 1    |
| Zeister Belang         | -    | -    | -    | -    | -    | -    | 1    | 1    |
| ProZeist               | 4    | 3    | 6    | 1    | 1    | -    | -    | -    |
| Totaal                 | 31   | 31   | 31   | 33   | 33   | 33   | 33   | 33   |

- ChristenUnie deed in 1994 en 1998 mee als combinatie RPF/GPV.
- Pro Zeist deed in 2002 en 2006 mee onder de naam Leefbaar Zeist. Deze partij ontstond toen uit een fusie van GZB en BIZ.
- Zeister Belang is opgericht door Hannie van Kippersluis die eerder uit de fractie van NieuwDemocratischZeist stapte en aanvankelijk op persoonlijke titel als raadslid aanbleef.

## Afbeeldingen

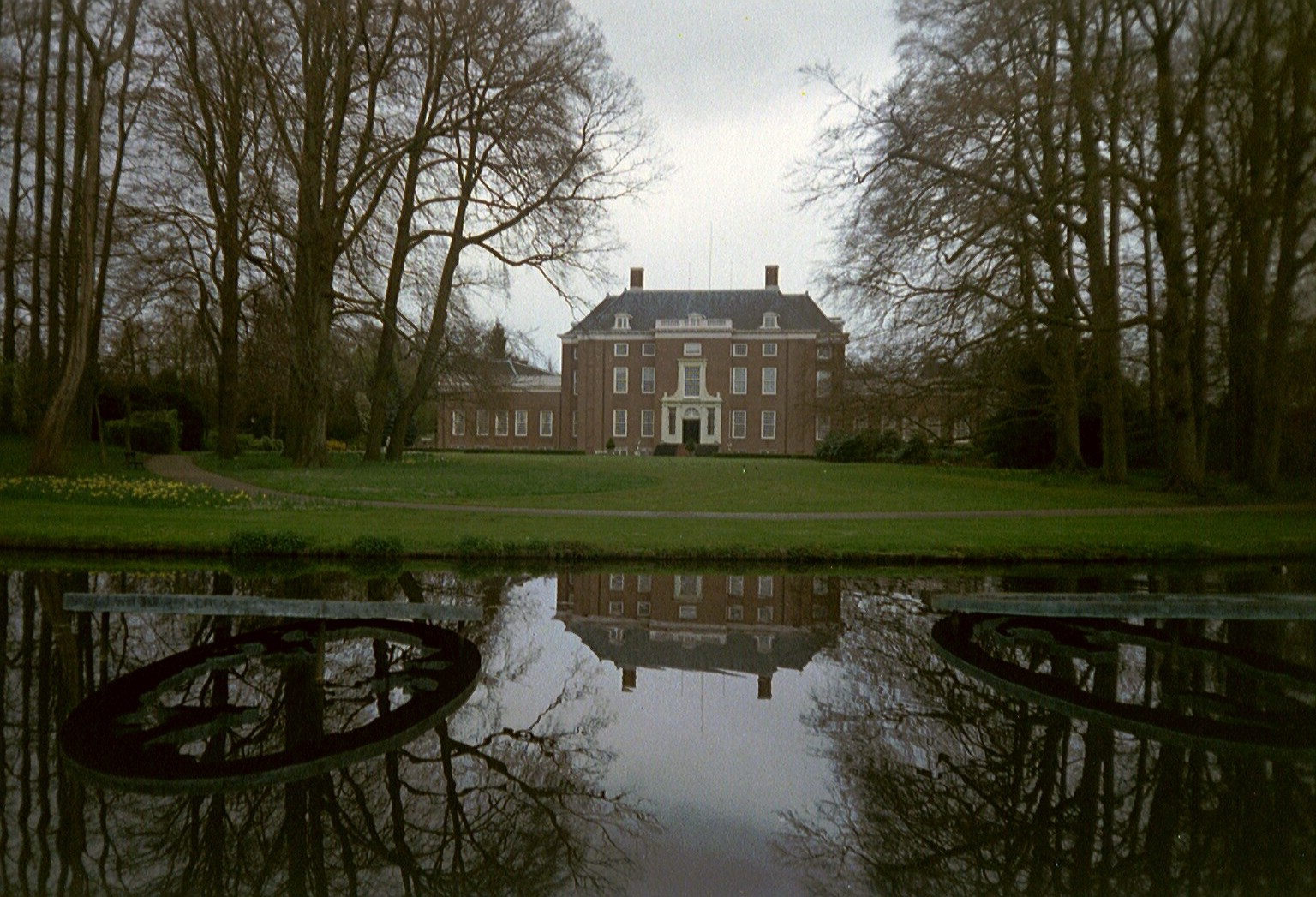
Achterzijde Slot Zeist
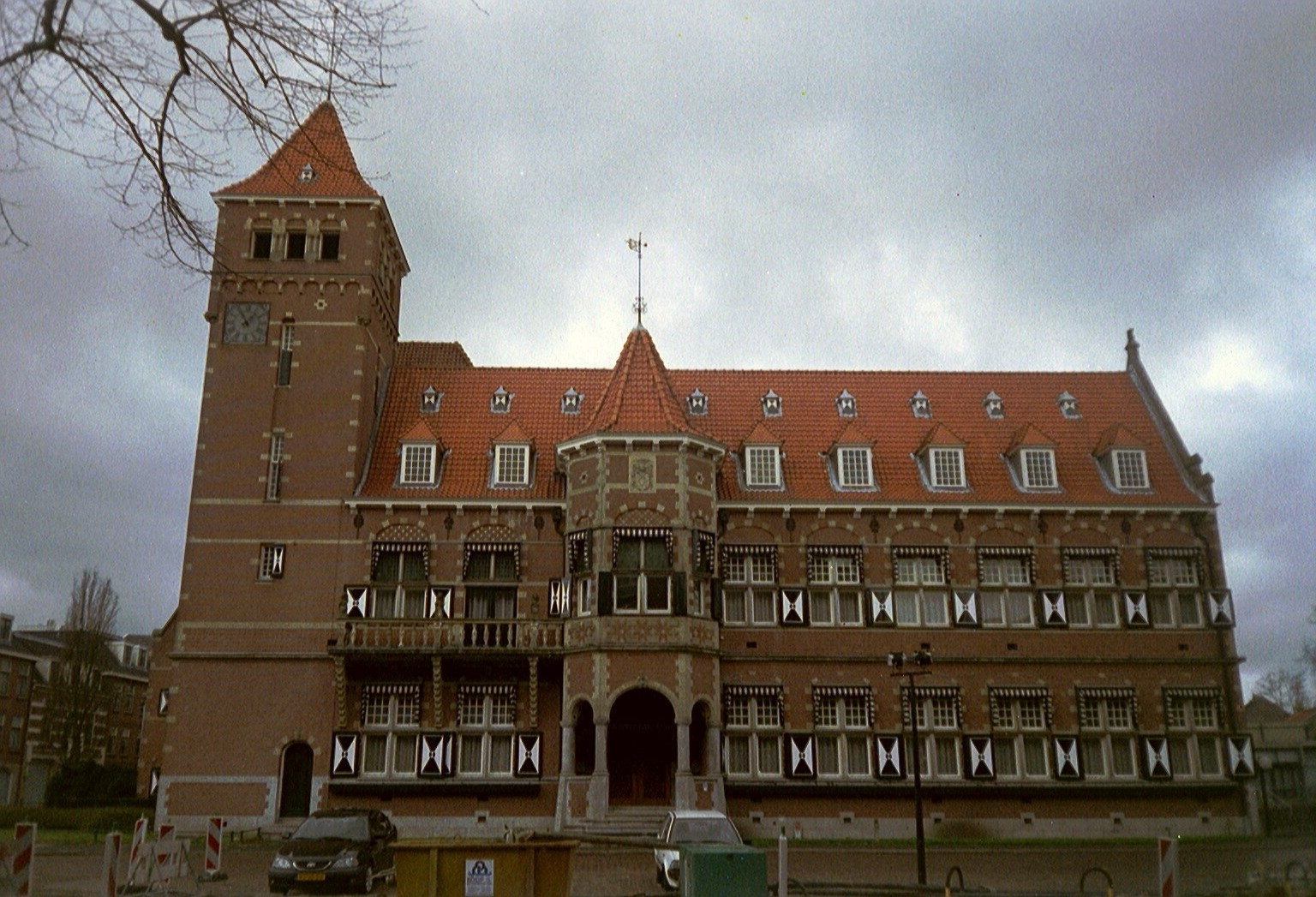
Raadhuis
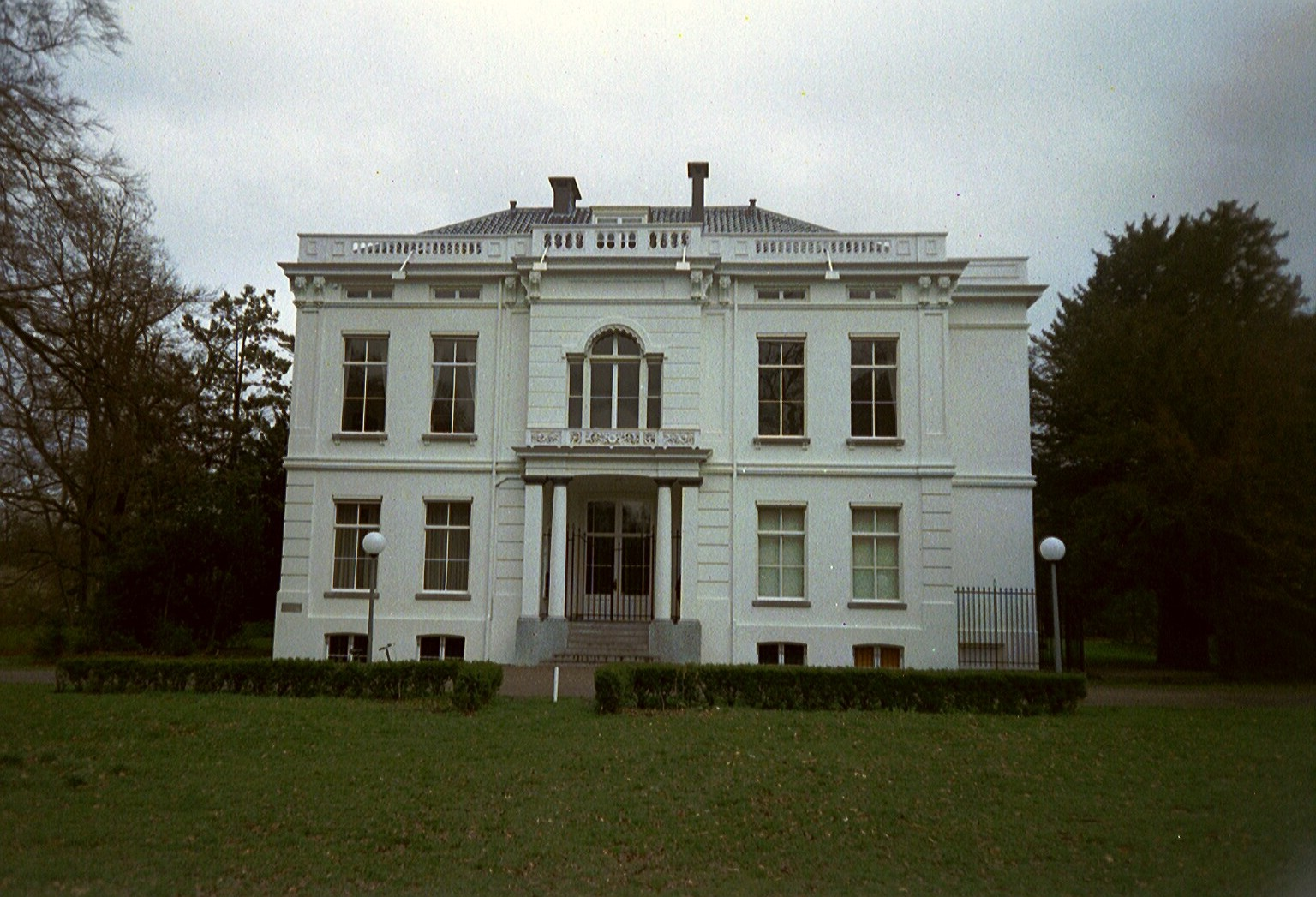
De Brink
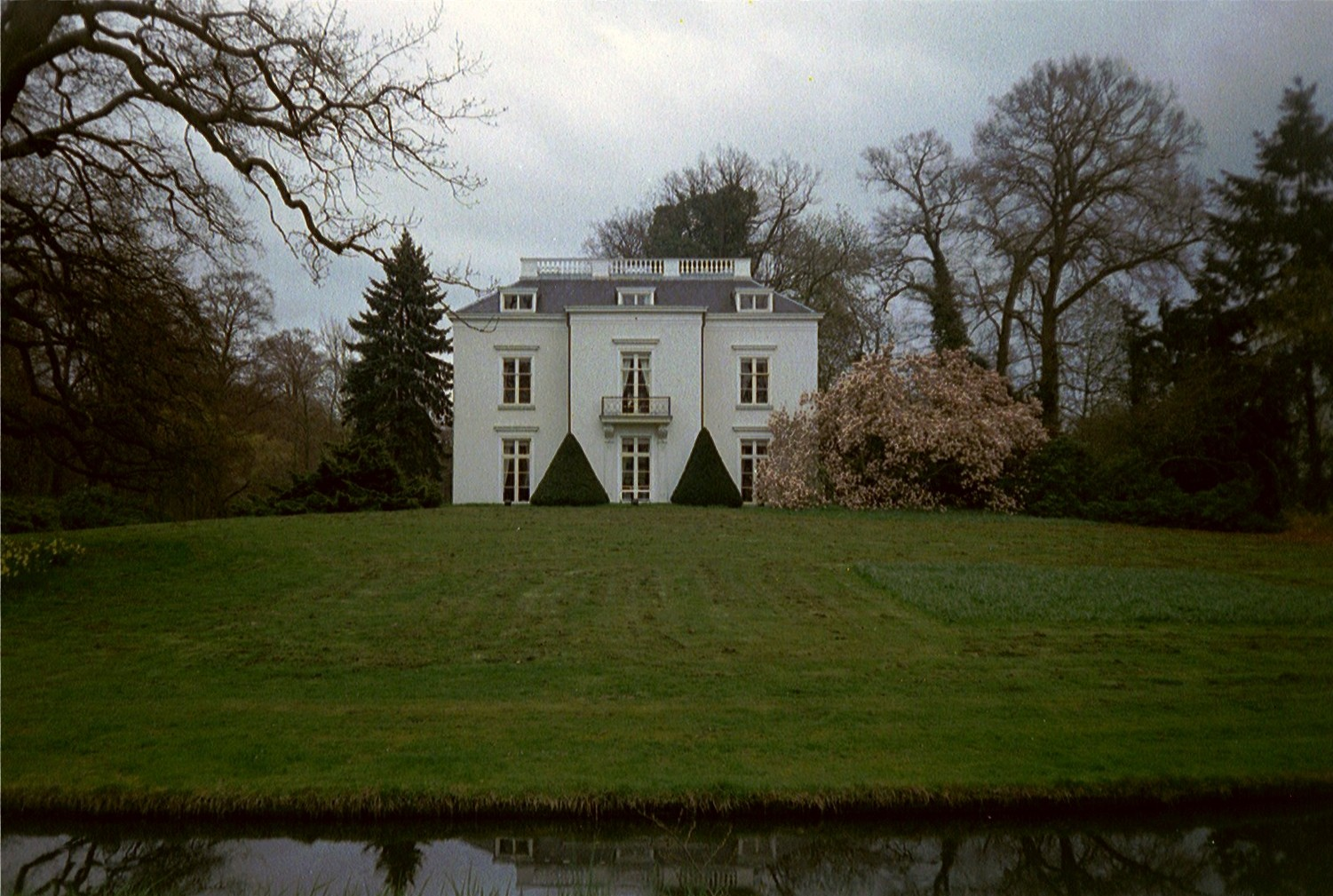
Hoog Beek en Royen
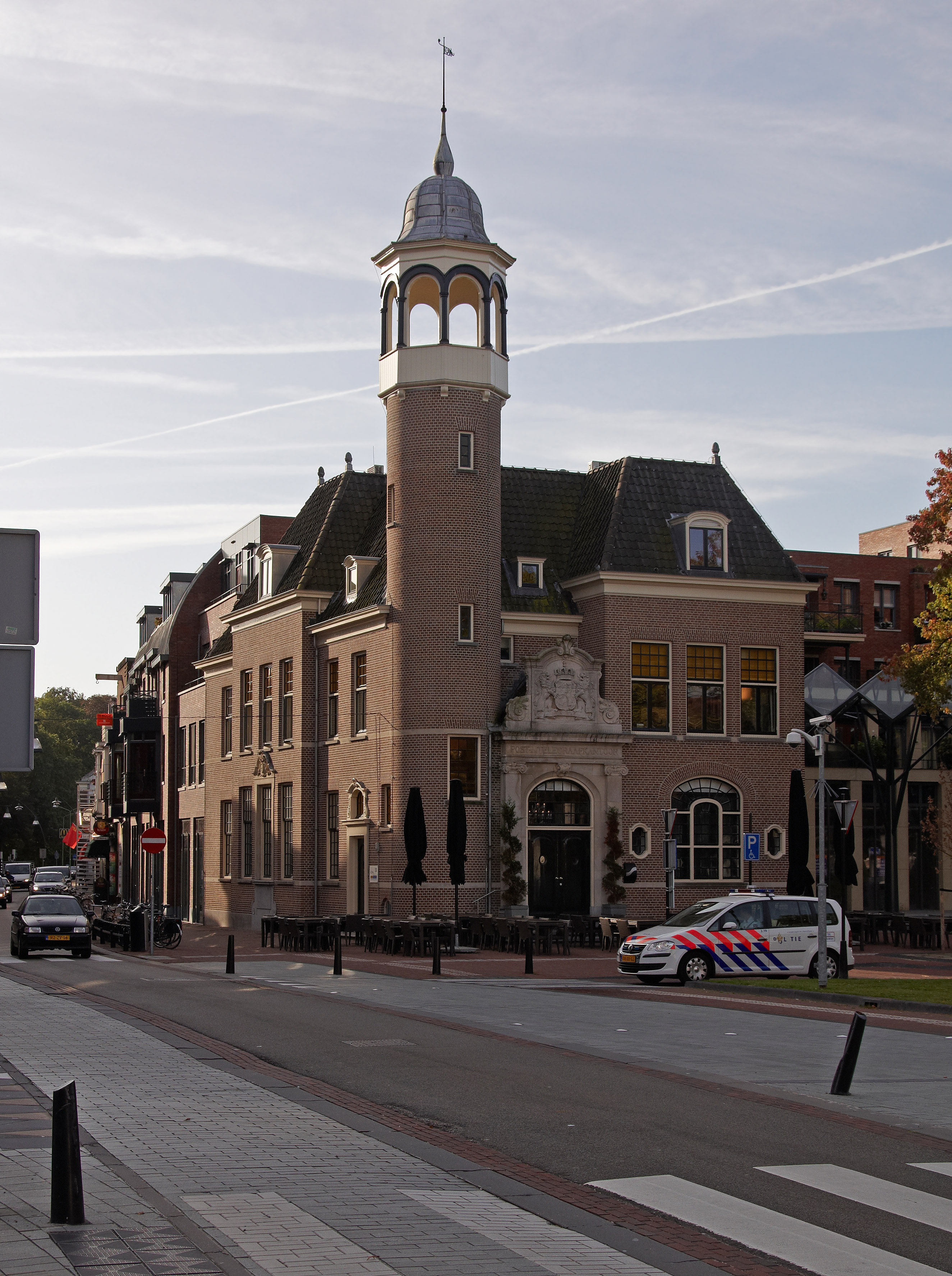
Voormalig postkantoor

## Aangrenzende gemeenten
| Aangrenzende gemeenten | Aangrenzende gemeenten | Aangrenzende gemeenten | Aangrenzende gemeenten | Aangrenzende gemeenten         |
| ---------------------- | ---------------------- | ---------------------- | ---------------------- | ------------------------------ |
| De Bilt                |                        | Baarn                  |                        | Soest                          |
|                        |                        |                        |                        |                                |
| Utrecht                | Amersfoort Leusden     |                        |                        |                                |
|                        |                        |                        |                        |                                |
| Bunnik                 |                        |                        |                        | Woudenberg Utrechtse Heuvelrug |

Dorpen: Austerlitz · Bosch en Duin · Den Dolder · Huis ter Heide · Zeist

Buurtschappen: Sterrenberg

Utrecht · Plaatsen in de provincie      Nederland · Provincies · Gemeenten
Amersfoort · Baarn · De Bilt · Bunnik · Bunschoten · Eemnes · Houten · IJsselstein · Leusden · Lopik · Montfoort · Nieuwegein · Oudewater · Renswoude · Rhenen · De Ronde Venen · Soest · Stichtse Vecht · Utrecht · Utrechtse Heuvelrug · Veenendaal · Vijfheerenlanden · Wijk bij Duurstede · Woerden · Woudenberg · Zeist

Steden en dorpen · Voormalige gemeenten · Nederland: Provincies · Gemeenten
Bunnik ·
De Bilt ·
Houten · 
Nieuwegein ·
Stichtse Vecht · 
Utrecht ·
Vianen · 
IJsselstein · 
Zeist